# HD 171238
HD 171238 é uma estrela na constelação de Sagittarius. Tem uma magnitude aparente visual de 8,65, sendo portanto invisível a olho nu. De acordo com dados de paralaxe, do segundo lançamento do catálogo Gaia, está localizada a uma distância de 146 anos-luz (44,9 parsecs) da Terra.
Esta é uma estrela de classe G da sequência principal com um tipo espectral de G8V, sendo similar ao Sol porém menor e menos brilhante. Estima-se que tenha uma idade de 4 bilhões de anos, uma massa de 99% da massa solar e um raio de 95% do raio solar. Está irradiando energia de sua fotosfera com 77% da luminosidade solar a uma temperatura efetiva de 5 570 K, o que lhe dá a coloração amarela típica de estrelas de classe G. HD 171238 tem uma alta metalicidade, com o dobro da abundância de ferro do Sol. Já foi classificada como uma possível estrela variável do tipo BY Draconis, possuindo brilho variável devido a manchas estelares na superfície. Seu espectro possui uma intensa linha de re-emissão de cálcio ionizado (Ca II) em 3933,66 Å, o que confirma o alto nível de atividade cromosférica da estrela.
Em 2010 foi publicada a descoberta de um planeta extrassolar orbitando HD 171238 com um período de 1520 dias e uma alta excentricidade de 0,40. Ele foi detectado por espectroscopia Doppler a partir de 96 medições da velocidade radial da estrela pelo espectrógrafo CORALIE, no período entre outubro de 2002 e setembro de 2009. Esse planeta é um gigante gasoso massivo com uma massa mínima de 2,6 vezes a massa de Júpiter e um semieixo maior de 2,6 UA. A solução orbital apresenta altos resíduos (desvio médio de 10 m/s), o que provavelmente é causado pelo alto nível de atividade da estrela. Simulações indicam que um planeta terrestre hipotético na zona habitável do sistema teria uma órbita estável.
| Planeta | Massa           | Semieixo maior (UA) | Período orbital (dias) | Excentricidade     |
| ------- | --------------- | ------------------- | ---------------------- | ------------------ |
| b       | >2,60 ± 0,15 MJ | 2,54 ± 0,06         | 1523+40 −45            | 0,400+0,061 −0,065 |